# Kunzewo (Moskau)

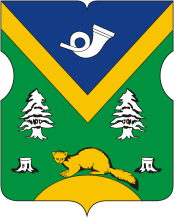
Ortswappen von Kunzewo

Kunzewo (russisch Ку́нцево) ist eine ehemalige Stadt in Russland, die 1960 nach Moskau eingemeindet wurde und seitdem an dessen westlichem Rand liegt. Heute ist das Gebiet der früheren Stadt auf mehrere Stadtteile (auch Stadtrajons) verteilt.
Unmittelbar vor der Eingemeindung hatte Kunzewo rund 111.000 Einwohner. Der heutige Rajon Kunzewo, der lediglich den nordwestlichen Teil der ehemaligen Stadt umfasst, hat rund 124.700 Einwohner bei einer Fläche von 16,1 km².

## Geschichte des Ortes

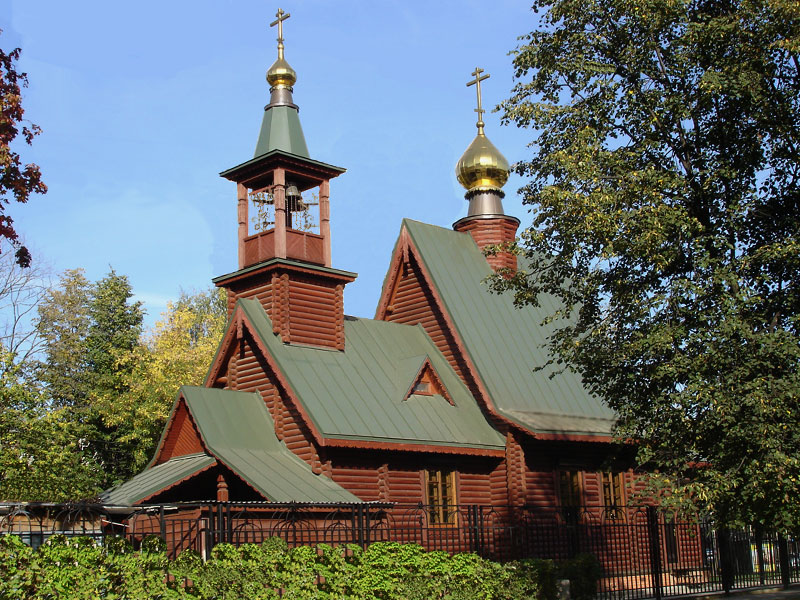
Holzkirche Johannes der Russe in Kunzewo

Eine erste urkundliche Erwähnung von Kunzewo gab es im Jahr 1454, jedoch existierten bereits im 5. Jahrhundert v. Chr. finno-ugrische Ansiedlungen an dessen Stelle, was durch archäologische Ausgrabungen nachgewiesen wurde. Zur Zeit der ersten Erwähnung als Ortschaft gehörte Kunzewo zum Großfürstentum Moskau (später zum Zarentum Russland) und war eine Landresidenz, die sich abwechselnd im Besitz verschiedener hochadliger Geschlechter befand. So schenkte Zar Iwan der Schreckliche 1572 Kunzewo an den Bojaren Mstislawski. Aufgrund seiner Lage westlich von Moskau galt Kunzewo lange Zeit als Vorposten der Stadt bei Angriffen aus dieser Richtung, so bei der polnisch-litauischen Invasion in den Jahren 1611/12.
Im 17. Jahrhundert gehörte Kunzewo zunächst der Familie Mstislawski, ging jedoch 1690, genau wie das benachbarte Fili, an Vertreter der Naryschkins. Es war damals eine waldreiche Gegend, in der unter anderem Zar Alexei I. zu jagen pflegte. Der Naryschkin-Familie gehörte Kunzewo bis Mitte des 19. Jahrhunderts, und in dieser Zeit entstanden auch dort Bauwerke des sogenannten Naryschkin-Barocks, darunter eine Kirche sowie das Landgut der Familie einschließlich eines Parkensembles. Im späten 18. Jahrhundert galt Kunzewo deswegen als eine sehr vornehme Gegend, die auch von der Zarin Katharina der Großen und vom preußischen König Friedrich Wilhelm III. besucht wurde.
1865 ging Kunzewo in den Besitz des Industriellen und Kunstsammlers Kosma Soldatenkow über, dessen Familie es von da an bis zur Oktoberrevolution 1917 gehörte. In dieser Zeit wurde im Ort eine neue Kirche an der Stelle der nicht erhaltenen Naryschkin’schen Kirche errichtet, außerdem gewann dieser Moskauer Vorort merklich an Infrastruktur, unter anderem durch die Verlegung der Moskau-Smolensk-Minsker Eisenbahn im Jahr 1871 nahe Kunzewo. Anfang des 20. Jahrhunderts wurde Kunzewo, das nur wenig Industrie hatte, zu einem beliebten Moskauer Datschenvorort, in dem sich auch viele prominente Personen aus Kultur und Politik niederließen.
1926 erhielt Kunzewo, mittlerweile knapp 9000 Einwohner zählend, den Stadtstatus und wurde 1929 Kreiszentrum innerhalb der Oblast Moskau. In den 1920er- und 1930er-Jahren entstanden dort neue Industrieobjekte und mit ihnen auch ausgedehnte Arbeiterviertel. In Anknüpfung daran heißt die Wohngegend im äußersten Westen des Stadtteils bis heute Rabotschi Possjolok, wörtlich also „Arbeitersiedlung“. 1935 fand in Kunzewo die Brüsseler Konferenz der KPD statt. Nach dem Zweiten Weltkrieg wurde Kunzewo um weitere Wohn- und Industrieviertel erweitert. 1953 starb Josef Stalin auf seiner Datscha in Kunzewo. 1960 wurde die Stadt Kunzewo aus der Moskauer Oblast ausgegliedert und offiziell nach Moskau eingemeindet. Die vormaligen Datschensiedlungen wurden bis zu den 1970er-Jahren praktisch alle aufgelöst und durch moderne Hochhaus-Wohnviertel ersetzt.
Die von den Soldatenkows 1913 errichtete Kirche wurde im Zuge der frühsowjetischen antireligiösen Kampagne 1932 geschlossen und ging erst 1991 in den Besitz der russisch-orthodoxen Kirche zurück.

## Geografie

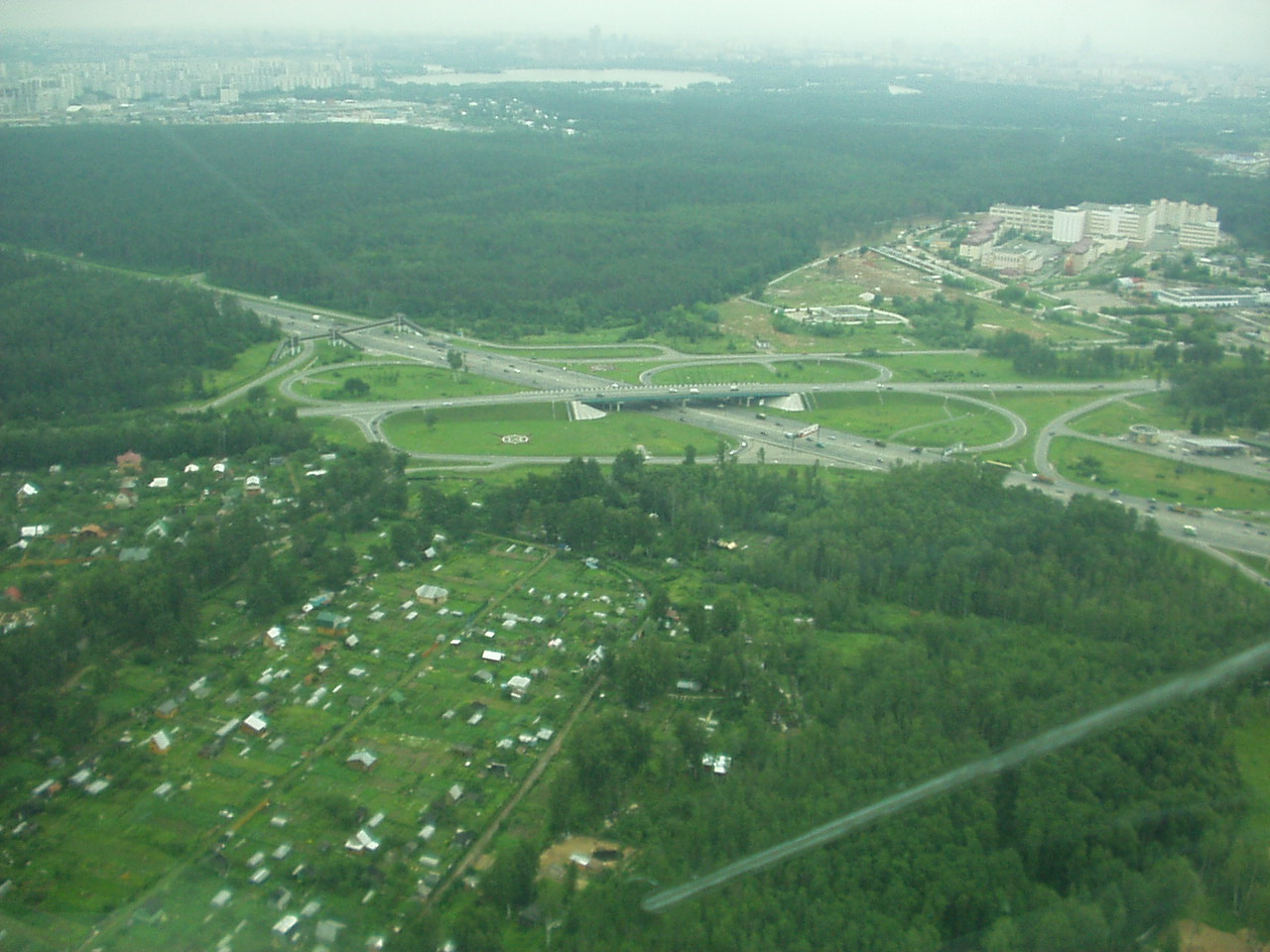
Kreuzung der Rubljower Chaussee mit der Ringautobahn MKAD

Die vormalige Stadt Kunzewo liegt heute auf dem Gebiet mehrerer Moskauer Stadtteile innerhalb des Westlichen Verwaltungsbezirks. Westlich schließt sich Kunzewo an die Ortschaft Fili an, die 1935 ebenfalls nach Moskau eingemeindet wurde und heute auf mehrere Stadtrajons verteilt ist.
Während das historische Kunzewo große Teile des westlichen Stadtrands Moskaus südlich der Moskwa und entlang dessen Nebenflusses Setun umfasst, bildet der heutige Stadtteil Kunzewo lediglich ein annähernd dreieckiges Gelände zwischen der Ausfallstraße Kutusow-Prospekt bzw. Moschaisker Chaussee im Süden, dem Autobahnring MKAD im Westen (der hier zugleich die Moskauer Stadtgrenze bildet) und der Landstraße Rubljower Chaussee (die stadtauswärts zur Prominenten-Straße „Rubljowka“ wird) im Nordosten. Auch das Dorf Rubljowo außerhalb des MKAD steht unter der Kunzewoer Rajonverwaltung. Weitere Teile des historischen Kunzewoer Stadtgebietes gehören seit der Verwaltungsreform 1991 zu den Stadtteilen Fili-Dawydkowo und Moschaiski.

## Sehenswürdigkeiten

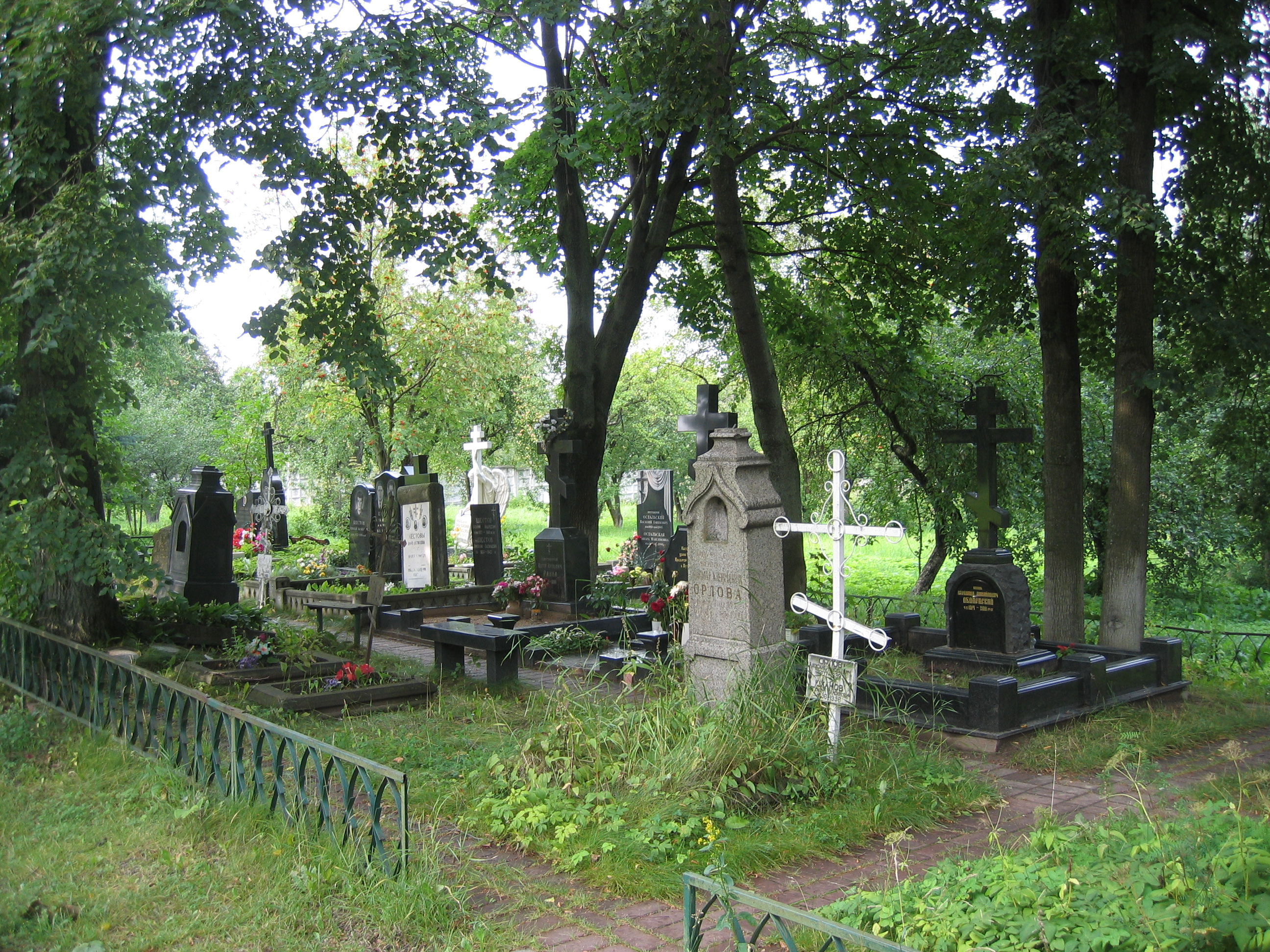
Historische Gräber auf dem Kunzewoer Friedhof

Auf dem Gebiet der ehemaligen Stadt Kunzewo befinden sich unter anderem historische Bauwerke aus der Zeit, als die Ortschaft der Soldatenkow-Familie gehörte, aber auch aus der frühsowjetischen Industrialisierungs-Epoche des frühen 20. Jahrhunderts.
- Die unter den Soldatenkows errichtete Kirche Muttergottes vom Zeichen aus dem Jahr 1913 wurde 1932 geschlossen und 1991 wieder eingeweiht. Sie steht an der Bolschaja-Filjowskaja-Straße.
- Der Kunzewoer Friedhof, etwas abgeschieden südlich der Moschaisker Chaussee gelegen, erhielt seinen Namen von der vormaligen Stadt Kunzewo. Heute gehört er zum Stadtteil Moschaiski. Dort steht seit 1676 die Erlöserkirche am Setun, außerdem ruhen auf dem Friedhof zahlreiche bekannte Persönlichkeiten (darunter der sowjetische Staatsmann Georgi Malenkow und der Schriftsteller Juri Trifonow).
- In Kunzewo sind etliche historische Industriebauten erhalten geblieben; so das Jugendstil-Fabrikgebäude aus dem Jahr 1902 an der Witebskaja-Straße.
- Die Pjotr-Alexejew-Straße, heute zum Stadtteil Moschaiski gehörend, weist mit mehreren Holzhäusern noch Reste alter ländlicher Bebauung Kunzewos auf.
- Die Holzkirche Johannes der Russe an der Jarzewskaja-Straße wurde 2004 im Stil altrussischer Holzkirchen erbaut.

## Verkehr

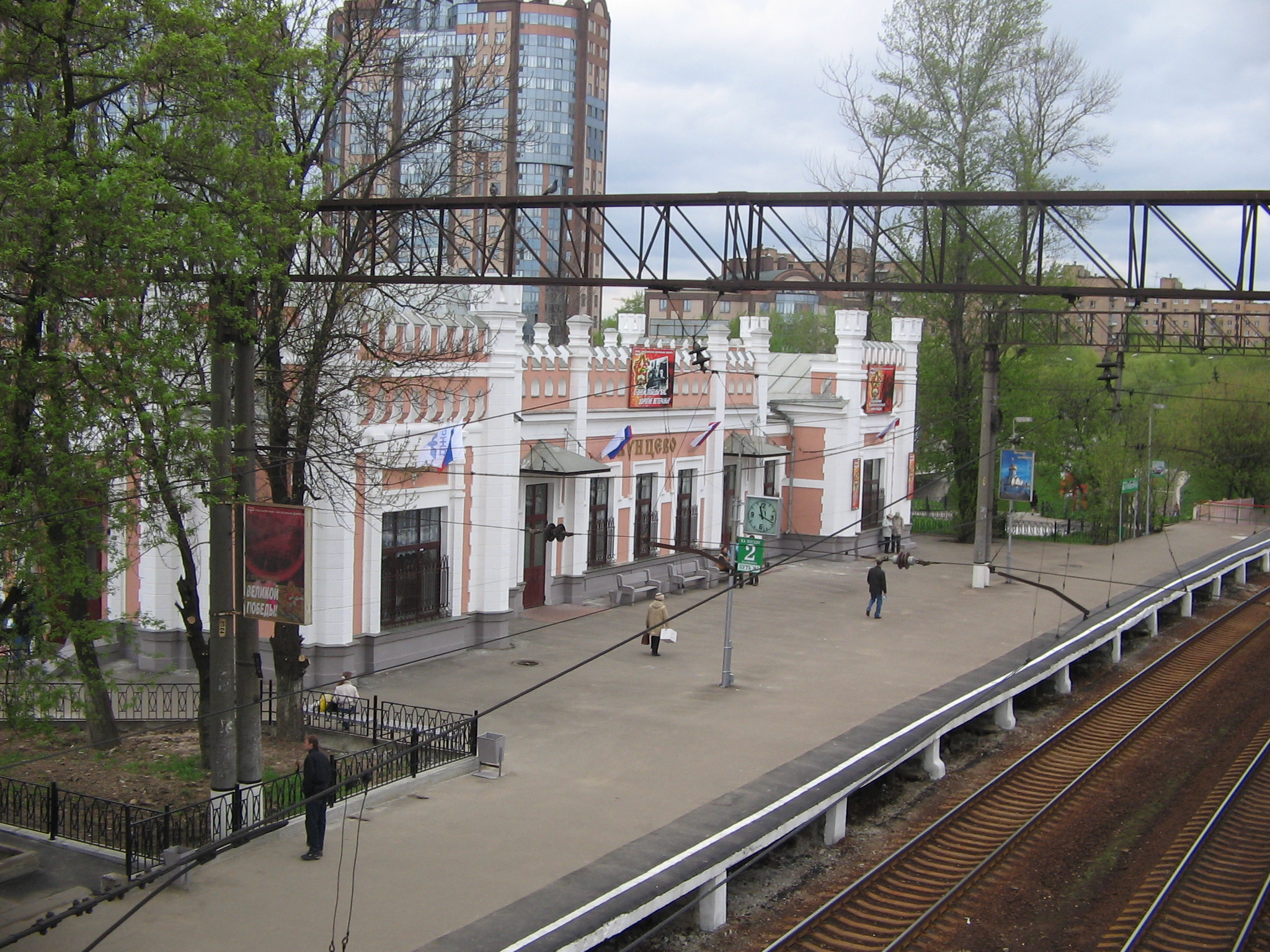
Bahnsteig und Empfangsgebäude des Bahnhofs Kunzewo

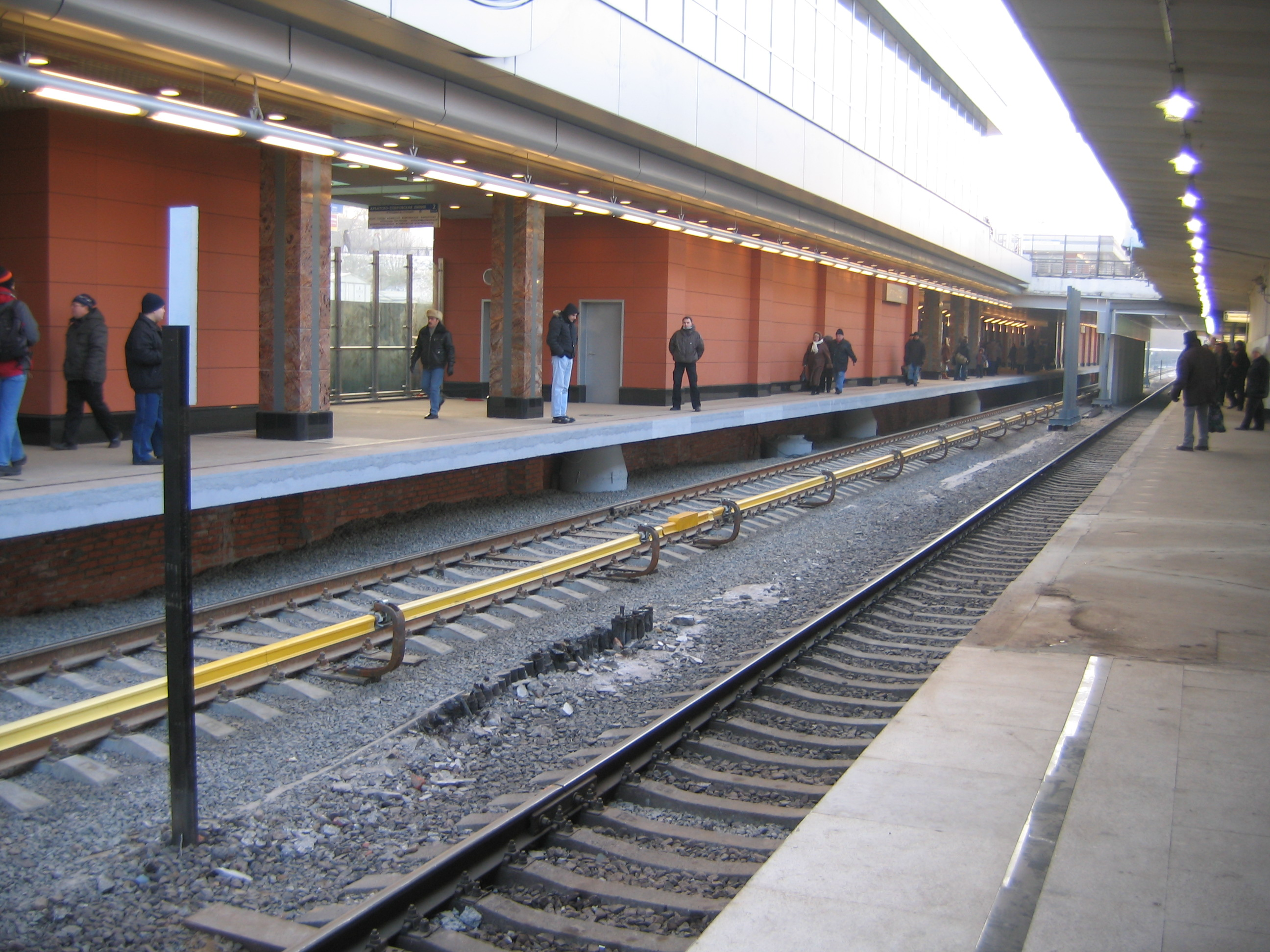
Oberirdischer U-Bahnhof Kunzewskaja (rechts der alte, links der neue Bahnsteig)

Durch Kunzewo verläuft die Ausfallstraße Moschaisker Chaussee, die stadtauswärts (nach ihrer Kreuzung mit dem Autobahnring MKAD) zur Fernstraße M1 Richtung Westeuropa wird. Zudem gibt es im Stadtteil mehrere Eisenbahnstationen und zwei U-Bahnhöfe.

### Bahnhof Kunzewo
Der Personenbahnhof Kunzewo liegt rund 250 Meter südlich der Moschaisker Chaussee. Er entstand an der 1871 eröffneten Eisenbahnstrecke nach Smolensk (und weiter nach Minsk), die am Belarussischen Bahnhof im Moskauer Zentrum beginnt. Der Bahnhof selbst wurde 1874 eröffnet und Ende des 19. Jahrhunderts mit einem prunkvollen Empfangsgebäude versehen, das bis heute als solches genutzt wird. Der Bahnhof besteht aus zwei Bahnsteigen und fünf Gleisen. Der nördliche Mittelbahnsteig wird von Zügen Richtung stadtauswärts bedient, der südliche Seitenbahnsteig, an den auch das Bahnhofsgebäude angrenzt, von Zügen Richtung Moskau. Beide Bahnsteige sind durch eine Fußgängerbrücke miteinander verbunden.
Heute halten in Kunzewo ausschließlich Nahverkehrszüge. Direkte Verbindungen bestehen beispielsweise nach Odinzowo, Golizyno, Swenigorod, Kubinka und Wjasma. Die reguläre Fahrzeit per Zug von Kunzewo bis zum Belarussischen Bahnhof beträgt 18 Minuten.

### U-Bahnhof Kunzewskaja
Der in einem Einschnitt gelegene U-Bahnhof Kunzewskaja der Metro Moskau wurde am 31. August 1965 in Betrieb genommen. Er liegt etwa 300 Meter nördlich des Bahnhofs Kunzewo. Von 1965 bis Ende 2007 gehörte der U-Bahnhof nur zur Filjowskaja-Linie und besaß nur einen Mittelbahnsteig, welcher, genauso wie die oberirdischen Vestibüls, in einer äußerst schlichten, einheitlichen Bauweise errichtet wurde. Am 7. Januar 2008 wurde südlich des alten Bahnsteigs ein neuer Seitenbahnsteig mit einem Zugangsvestibül und einer Übergangsbrücke zwischen den Bahnsteigen in Betrieb genommen. Seitdem ist Kunzewskaja eine Umsteigestation zwischen der Filjowskaja-Linie, die nunmehr in Kunzewskaja endet, und der Richtung Westen verlängerten Arbatsko-Pokrowskaja-Linie. Die in relativ dünnem Takt verkehrenden Züge der Filjowskaja-Linie wenden auf dem nördlichsten der drei Gleise am Bahnsteig. Am gleichen Bahnsteig gegenüber halten auf dem mittleren Gleis Züge der Arbatsko-Pokrowskaja-Linie Richtung Mitino. Züge Richtung Stadtzentrum und Schtscholkowskaja der Arbatsko-Pokrowskaja-Linie halten am neu errichteten Bahnsteig auf dem südlichen Gleis.
| Vorherige Station                      | Metro Moskau               | Nächste Station                       |
| -------------------------------------- | -------------------------- | ------------------------------------- |
| Molodjoschnaja ← Mitino (Metro Moskau) | Arbatsko-Pokrowskaja-Linie | Slawjanski Bulwar Schtscholkowskaja → |

| Vorherige Station               | Metro Moskau      | Nächste Station |
| ------------------------------- | ----------------- | --------------- |
| Pionerskaja ← Alexandrowski Sad | Filjowskaja-Linie | –               |

### Sonstiges

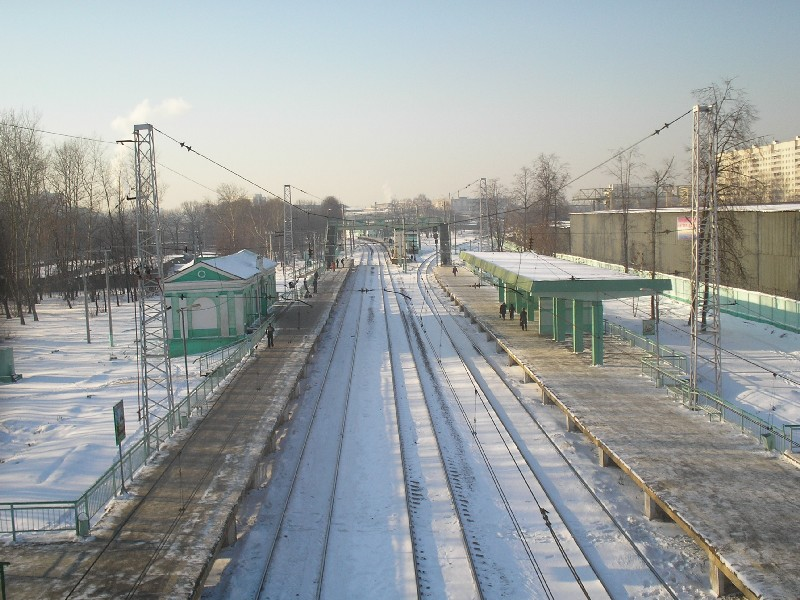
Haltepunkt Rabotschi Possjolok

Auf dem historischen Stadtgebiet von Kunzewo liegt ebenfalls der U-Bahnhof Molodjoschnaja der Arbatsko-Pokrowskaja-Linie, der sich westlich an Kunzewskaja anschließt, ferner die Eisenbahnhaltepunkte Rabotschi Possjolok und Setun an der Moskau-Smolensker Strecke. Zwischen diesen beiden Stationen zweigt von der Hauptstrecke die Stichbahn nach Ussowo ab.

## Persönlichkeiten, die in Kunzewo lebten
- Arkadi Gaidar, Kinderbuchautor
- Timofei Granowski, Historiker
- Sergei Jessenin, Dichter
- Nikolai Karamsin, Historiker
- Iwan Kramskoi, Maler
- Wladimir Majakowski, Dichter
- Nikolai Ogarjow, Sozialist
- Wassili Perow, Maler
- Oleg Popow, Clown
- Alexei Sawrassow, Landschaftsmaler
- Josef Stalin, Diktator; starb auf seiner Datsche in Kunzewo
- Lew Tolstoi, Schriftsteller
- Pawel Tretjakow, Kunstmäzen
- Iwan Turgenew, Schriftsteller